# Campo minato

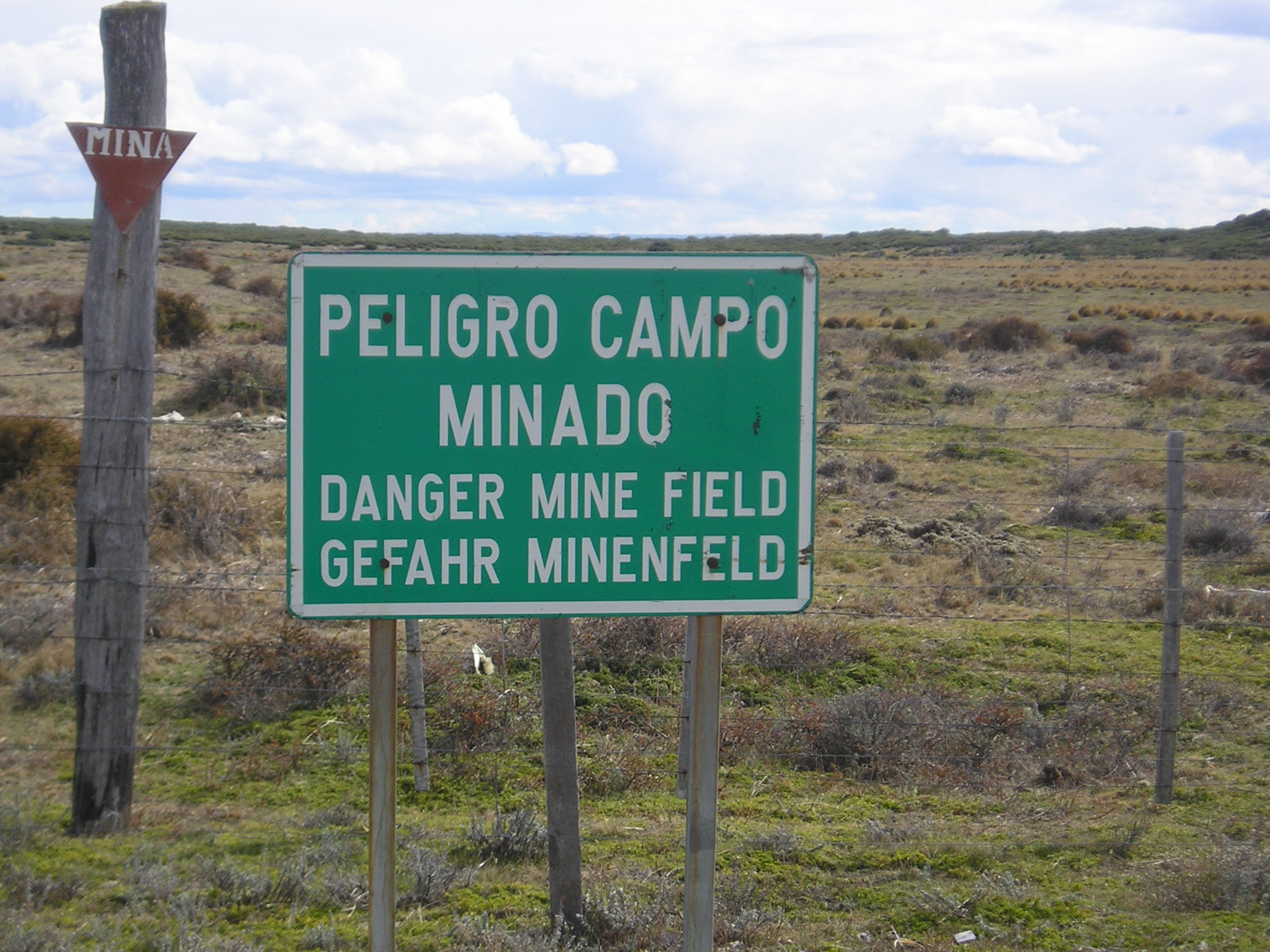
Avviso di campo minato a Punta Espora, Cile

Un campo minato è un'area di terreno in cui sono state deposte delle mine in modo fitto e continuo, o più rado, tale da impedire o da rallentare il passaggio delle forze armate nemiche.
Un campo minato ha quindi uno scopo fondamentalmente difensivo e serve per ostacolare le manovre delle unità nemiche, e nel contempo causarne perdite. A seconda della disposizione, i campi minati possono essere utilizzati per difendere zone di particolare interesse tattico o strategico oppure, in ambito difensivo/offensivo, per costringere il nemico a passaggi obbligati, creando i presupposti per un'imboscata.

## Descrizione
I campi minati differiscono per tipologia di mine (antiuomo o anticarro) e possono essere stesi con varie tecniche; le più rapide sono quelle tramite dispenser montati su elicotteri, che fanno cadere le mine sparpagliandole; la posa manuale, per quanto molto più efficace, richiede tempi più lunghi.
Secondo il diritto internazionale, un campo minato deve essere sempre segnalato (il che ne limita l'uso come deterrente ed ostacolo), anche se in guerra il non segnalarlo è purtroppo una pratica comune. È un ostacolo difficile da oltrepassare, in quanto la bonifica richiede tecnologie possibilmente avanzate e molto tempo, mentre sistemi di bonifica rapida soddisfano solo esigenze temporanee. L'impiego di campi minati non segnalati ha il vantaggio di intrappolare il nemico all'interno del campo, causandogli perdite.
Un altro modo di disseminare mine è lanciarle dagli aerei tramite bombe a grappolo, preferibilmente sopra infrastrutture, ad esempio aeroporti, causando molte difficoltà alle squadre di ripristino della superficie. I campi minati vengono impiegati anche durante la ritirata per rendere difficoltose le operazioni del nemico nei territori via via occupati.
I campi minati possono essere forzati o sminati. Nel primo caso (forzamento) si apre un varco sufficiente al passaggio di uomini e veicoli che successivamente operano oltre il bordo protetto del campo minato. Dato che si tratta di un ostacolo passivo, le norme tattiche prevedono che debba essere difeso con armamento opportuno, in quanto la sua presenza costringerà uomini e mezzi a incanalarsi lungo direttrici ben precise, che dovranno essere coperte dalle armi antiuomo e anticarro del difensore. Lo sminamento avviene invece dopo l'occupazione del terreno da parte dell'attaccante, per rendere sicuri i movimenti anche in tempi successivi. Un tempo venivano usati generalmente sminatori magnetici, attivati dall'involucro in acciaio delle mine. Per tale motivo, appena sono stati disponibili, si iniziò a fabbricare l'involucro delle mine con materiali non sensibili ai campi magnetici, come alluminio o materie plastiche. In Italia le mine di ultima generazione (VS-N anticarro e VS-50 antiuomo) sono contenute in involucri di materia plastica.

## Campi marini
Tramite l'impiego di vari tipi di mine (marine e antisommergibili) si possono creare campi minati in mare, che rappresentano un notevole ostacolo per le navi ed i sommergibili. La posa dei campi minati marini si effettua soprattutto per il presidio di alcune aree (ad esempio gli stretti), rendendo obbligato il passaggio delle navi attraverso varchi piccoli e controllati. Un ulteriore impiego è quello difensivo nei pressi delle zone portuali, per rendere poco agevole l'incursione di unità nemiche, soprattutto sommergibili. Infine le mine possono essere introdotte nei porti nemici per ostacolarne le operazioni.

## La bonifica
Il problema della bonifica dei campi minati è stato sentito fino dalla fine della prima guerra mondiale, e in maniera significativa (dato l'uso più massiccio di questo tipo di ostacoli) dopo la seconda guerra mondiale.
In Italia la bonifica successiva alla seconda guerra mondiale fu regolamentata tramite il D.L.Lgt. 320/46. I compiti operativi vennero assegnati ai militari dell'Arma del Genio, affiancati in alcuni casi da civili appositamente addestrati.
Con la smobilitazione e il passaggio al servizio di leva obbligatorio si manifestò la necessità (per motivi sociali, politici, di responsabilità civili e penali) di non impiegare i militari di leva e quindi si fece ricorso alla componente civile volontaria, che partecipò ai corsi di specializzazione B.C.M. (bonifica campi minati) per acquisire il brevetto di rastrellatore o di assistente tecnico oppure di dirigente tecnico B.C.M. 
Questi operatori, normalmente diretti da ufficiali in carriera o da dipendenti civili della Difesa, sono abilitati ad usare attrezzi ed apparecchiature elettroniche per la ricerca e la bonifica delle mine.